# Amaunet
Amaunet (auch Amunet, Amonet) ist eine altägyptische Gottheit. Sie wurde als Frau dargestellt, die die Rote Krone Unterägyptens trägt.
In dem Urgötterkreis der Achtheit von Hermopolis gilt Amaunet als weibliches Gegenstück zu Amun, wohingegen sie in Theben neben Mut als Gefährtin des Amun dargestellt wird. Sie steht für Schutz und verkörpert außerdem die Luft und den Nordwind. Gleichzeitig gilt sie als Urmutter und Mutter des Re sowie auch des Amun selbst. Da sie in dieser Eigenschaft und hinsichtlich ihrer Darstellung der Göttin Neith ähnelt, findet sich gelegentlich auch eine Neith-Amaunet. Amaunet wurde erst zu Beginn der Spätzeit in das ägyptische Göttersystem eingefügt.
In der griechisch-römischen Zeit ist sie gemeinsam mit Amun Chronokratin des 17. sowie 18. Schemu II und zählt in Dendera zu der Gruppe der Mammisi-Gottheiten.